# Forte Lookout (Arkansas)

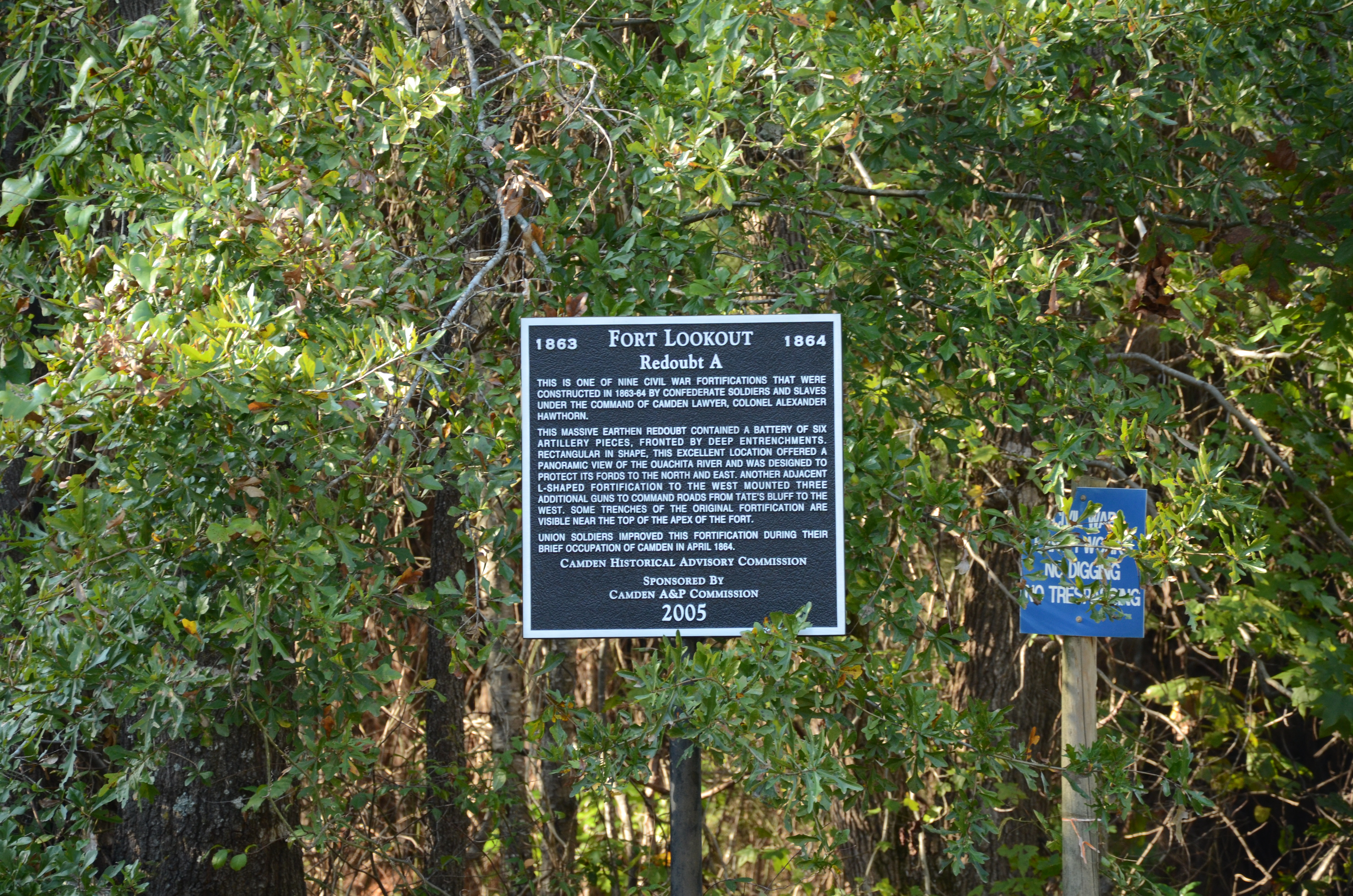
Marco histórico nacional dos EUA

O Forte Lookout, também conhecido como Reduto A, é uma fortificação defensiva erguida durante a Guerra Civil Americana nos arredores de Camden, Arkansas.

## História
O brigadeiro-general Alexander T. Hawthorn, natural de Camden, recebeu a tarefa de organizar as defesas da cidade. De janeiro a março, as tropas confederadas e o trabalho escravo trabalharam para desenvolver uma série de cinco redutos, principalmente para proteger contra ataques terrestres do sul e oeste da cidade. O major-general da União Frederick Steele, no comando das forças que ocupam Little Rock, recebeu ordens para se mover para o sudoeste, de modo a efetuar uma junção com a campanha do Red River do major-general Nathaniel Prentice Banks, um esforço para tomar Shreveport, Louisiana e, eventualmente, ganhar uma posição da União no Texas. A força de Steele deixou Little Rock a 23 de março de 1864, passando pelo pouco povoado sudoeste do Arkansas. O seu avanço foi interrompido na Batalha de Prairie D'Ane (9 a 13 de abril). Precisando de provisões, Steele ordenou que a suas forças marchassem sobre Camden, que ocuparam no dia 15 de abril após ter sido abandonada pelo seu pequeno número de defensores. Durante a breve ocupação (dez dias) da União, as defesas foram expandidas com trincheiras e terraplanagens adicionais. Steele foi solicitado a reconsiderar a ocupação contínua de Camden depois de as iniciativas relacionadas ao abastecimento terem sido adiadas em Poison Spring (18 de abril) e Marks 'Mills (25 de abril), e retirou-se de Camden em direção a Little Rock a 26 de abril.
As defesas de Camden foram expandidas depois de as forças confederadas reocuparem a cidade. Um ponto fraco conhecido de ambos os lados, a zona ribeirinha, foi fortificado em outubro de 1864. No final do ano, uma trincheira completa cercou a cidade.